# Iva Obradović
Iva Obradović (ur. 6 maja 1984 w Nowym Sadzie) – serbska wioślarka, reprezentantka Serbii w wioślarskiej jedynce podczas Letnich Igrzysk Olimpijskich w Pekinie.

## Osiągnięcia
- Mistrzostwa Świata – Gifu 2005 – jedynka – 10. miejsce[1].
- Mistrzostwa Świata – Eton 2006 – jedynka – 11. miejsce[1].
- Mistrzostwa Świata – Monachium 2007 – jedynka – 14. miejsce[1].
- Mistrzostwa Europy – Poznań 2007 – jedynka – 4. miejsce[1].
- Igrzyska Olimpijskie – Pekin 2008 – jedynka – 1. miejsce[1].
- Mistrzostwa Europy – Ateny 2008 – jedynka – 4. miejsce[1].
- Mistrzostwa Świata – Poznań 2009 – jedynka – 7. miejsce[1].
- Mistrzostwa Europy – Montemor-o-Velho 2010 – jedynka – 7. miejsce[1].